# Álvaro de Laiglesia
Álvaro de Laiglesia, auch La Iglesia geschrieben (* 9. September 1922 in San Sebastián; † 1. August 1981 in Manchester), war ein spanischer Schriftsteller und Humorist.

## Biografie
Laiglesia begann seine Tätigkeit als Autor der satirischen Zeitschrift La Ametralladora (Das Maschinengewehr), die von Miguel Mihura gegründet worden war. Nach einem Wechsel zur Tageszeitung Informaciones war er 1942 einer der Gründer des legendären Wochenblattes La Codorniz (Die Wachtel), dessen Motto lautete: „Der kühnste Humor für den intelligentesten Leser“. Von 1944 an war er 33 Jahre lang Direktor dieser Zeitschrift.
Als Romanschriftsteller verfasste er einige zu ihrer Zeit erfolgreiche Werke wie Un náufrago en la sopa (Ein Schiffbruch in der Suppe, 1944), Todos los ombligos son redondos (Alle Bauchnäbel sind rund, 1956), Yo soy Fulana de Tal (Ich bin Frau Soundso, 1963), Réquiem por una furcia (Requiem für eine Nutte, 1970) oder Una larga y cálida meada (Ein langes und warmes Pinkeln, 1975).
Für das Theater schrieb Laiglesia mit Mihura das Stück El caso de la mujer asesinadita (Der Fall der ein bisschen ermordeten Frau, 1946), außerdem komische Drehbücher für das spanische Fernsehen, darunter Consultorio (Sprechzimmer, 1961), El tercer rombo (Die dritte Raute, 1966), Historias Naturales (Naturgeschichten, 1967–1968) sowie Animales Racionales (Vernünftige Tiere, 1972) mit Antonio Casal und Manolo Gómez Bur.

## Romane
- Un náufrago en la sopa (Ein Schiffbruch in der Suppe, 1944)
- Una mosca en la sopa (Eine Fliege in der Suppe, 1944)
- El baúl de los cadáveres (Die Leichentruhe, 1948)
- La gallina de los huevos de plomo (Die Henne mit den bleiernen Eiern, 1950)
- Se prohibe llorar (Weinen verboten, 1953)
- Dios le ampare, imbécil (Gott schütze Sie, Dummkopf, 1955)
- Todos los ombligos son redondos (Alle Bauchnäbel sind rund, 1956)
- Más allá de tus narices (Über deine Nasenspitze hinaus, 1958)
- ¡Qué bien huelen las señoras! (Wie gut die Damen riechen!, 1958)
- En el cielo no hay almejas (Im Himmel gibt es keine Muscheln, 1959)
- Te quiero, bestia (Ich liebe dich, Scheusal, 1960)
- Una pierna de repuesto (Ein Ersatzbein, 1960)
- Los pecados provinciales (Die Provinzsünden, 1961)
- Tú también naciste desnudito (Auch du bist als Nackedei geboren, 1961)
- Tachado por la censura (Von der Zensur gestrichen, 1962)
- Yo soy Fulana de tal (Ich bin Frau Soundso, 1963; deutsch als Ich bin so Eine, 1964)
- Libertad de risa (Freiheit zum Lachen, 1963)
- Mundo, Demonio y Pescado (Welt, Teufel und Fisch, 1964)
- Con amor y sin vergüenza (Mit Liebe und ohne Scham, 1964)
- Fulanita y sus menganos (Fräulein Hinz und ihre Kunze, 1965)
- Racionales, pero animales (Vernünftig, aber Tiere, 1966)
- Concierto en Sí amor (Konzert in A-mor, 1967)
- Cada Juan tiene su Don (Jeder Juan hat seinen Don, 1967)
- Los que se fueron a la porra (Die sich zum Teufel scherten, 1968)
- Se busca rey en buen estado (König in gutem Zustand gesucht, 1968)
- Cuéntaselo a tu tía (Erzähl's deiner Tante, 1969)
- Nene, caca (1969)
- Réquiem por una furcia (Requiem für eine Nutte, 1970)
- Mejorando lo presente (Das Gegenwärtige verbessernd, 1971)
- Medio muerto nada más (Halbtot, sonst nichts, 1971)
- El sexy Mandamiento (Das sexte Gebot, 1971)
- Tocata en ja (Toccata in Ha, 1972)
- Listo el que lo lea (Schlau, wer's liest, 1973)
- Es usted un mamífero (Sie sind ein Säugetier, 1974)
- Una larga y cálida meada (Ein langes und warmes Pinkeln, 1975)
- Cuatro patas para un sueño (Vier Pfoten für einen Traum, 1975)
- Sólo se mueren los tontos (Nur die Dummen sterben, 1976)
- El sobrino de Dios (Gottes Neffe, 1976)
- Tierra cachonda (Heiße Erde, 1977)
- Se levanta la tapa de los sexos (Der Verschluss der Geschlechter wird geöffnet, 1978)
- Los hijos de Pu (Pus Kinder, 1979)
- Morir con las medias puestas (Sterben mit angezogenen Strumpfhosen, 1980)
- La Codorniz sin jaula (Die Wachtel ohne Käfig, 1981)
- Mamá, teta (1981)

| Personendaten    | Personendaten                            |
| ---------------- | ---------------------------------------- |
| NAME             | Laiglesia, Álvaro de                     |
| ALTERNATIVNAMEN  | La Iglesia, Álvaro de                    |
| KURZBESCHREIBUNG | spanischer humoristischer Schriftsteller |
| GEBURTSDATUM     | 9. September 1922                        |
| GEBURTSORT       | San Sebastián                            |
| STERBEDATUM      | 1. August 1981                           |
| STERBEORT        | Manchester                               |